# Komitee zur Vorbereitung der Feierlichkeiten zum 100. Geburtstag Adolf Hitlers
Das Komitee zur Vorbereitung der Feierlichkeiten zum 100. Geburtstag Adolf Hitlers (KAH) war eine rechtsextreme Organisation, die 1995 als Nachfolgeorganisation der Aktionsfront Nationaler Sozialisten/Nationale Aktivisten (ANS/NA) verboten wurde.

## Geschichte
Das Komitee wurde 1984 in einer Kneipe an der Puerta del Sol in Madrid gegründet. Als Gründungsmitglieder gelten inoffiziell Thomas Brehl, Michael Kühnen, Léon Degrelle und Michael Caignet sowie weitere Neonazi-Funktionäre aus Europa. Die Organisation war europäisch ausgerichtet und sollte als Netzwerk verschiedener Rechtsparteien und -vereinigungen fungieren. Zu den bekanntesten Organisationen gehörten Fasceaux Nationalistes Européens (FNE, Frankreich), National Socialist Irish Workers Party (NSIWP, Irland), die National Socialist Party of the United Kingdom (NSPUK, Vereinigtes Königreich), der Vlaamse Militanten Orde (Belgien) und die österreichische Nationale Front. In Deutschland waren es vor allem die Freiheitliche Deutsche Arbeiterpartei (FAP) und die Nationale Offensive (NO), die das KAH unterstützte. Das KAH war nach außen abgeschottet, Richtlinien und Schulungsschriften waren nur dem inneren Kreis zugänglich. Öffentliche Foren waren Zeitschriften der im Komitee organisierten Vereinigungen, wie der „Deutsche Beobachter“ der NO.
Ziel der Organisation war die Vorbereitung und Ausrichtung auf Feierlichkeiten zum 100. Geburtstag von Adolf Hitler 1989, die quasi als Fanal einer „europaweiten Vernetzung und Schaffung einer gemeinsamen Bewegung aus der zersplitterten Neonazi-Szene fungieren sollten.“ Interne Streitigkeiten in der Gesinnungsgemeinschaft der Neuen Front (GdNF) behinderten auch das KAH in seiner Arbeit. Es fanden jedoch europaweite Treffen statt, die zu einer Intensivierung der Kontakte innerhalb der europaweiten Neonazi-Szene führten.
1984 gab es ein Treffen des KAH im Collegium Humanum in  Vlotho.
Der bundesweit als SS-Siggi bekannte Siegfried Borchardt aus Dortmund und Christian Malcoci vom Widerstand West sowie Bela Ewald Althans waren Funktionäre im KAH.
1995 wurde das KAH, dessen Programm auf dem der ANS/NA und dem der NSDAP-Aufbauorganisation (NSDAP-AO) des US-amerikanischen Rechtsextremisten Gary Lauck beruhte, als Nachfolgeorganisation der ANS/NA während des sogenannten „Stuttgarter Bewegungsprozesses“ verboten. In dem Verfahren vor dem Landgericht Stuttgart gegen die Gründer des KAH verlangte der bekannte Neonazi-Aktivist und -Rechtsanwalt Jürgen Rieger die Vernehmung von 500 Zeugen, woraufhin er als Pflichtverteidiger abgelöst wurde.